# (400391) 2008 AT6
(400391) 2008 AT6 es un asteroide perteneciente al cinturón de asteroides descubierto el 13 de noviembre de 2007 por el equipo del Spacewatch desde el Observatorio Nacional de Kitt Peak, Arizona, Estados Unidos.

## Designación y nombre
Designado provisionalmente como 2008 AT6.

## Características orbitales
2008 AT6 está situado a una distancia media del Sol de 2,558 ua, pudiendo alejarse hasta 2,770 ua y acercarse hasta 2,347 ua. Su excentricidad es 0,082 y la inclinación orbital 15,98 grados. Emplea 1495,06 días en completar una órbita alrededor del Sol.

## Características físicas
La magnitud absoluta de 2008 AT6 es 16,6. 